# NGC 3172
NGC 3172 (Polarissima Borealis) ist eine Spiralgalaxie vom Hubble-Typ Sa im Sternbild Kleiner Bär. Sie ist schätzungsweise 280 Millionen Lichtjahre von der Milchstraße entfernt.
Das Objekt wurde am 4. Oktober 1831 von John Herschel entdeckt.
NGC 3172 wird als Polarissima Borealis bezeichnet, da es von allen NGC-Objekten den geringsten Abstand zum nördlichen Himmelspol aufweist. Das entsprechende Gegenstück für den Südhimmel ist NGC 2573. 